# Doğankaş, Çiçekdağı
Doğankaş là một xã thuộc huyện Çiçekdağı, tỉnh Kırşehir, Thổ Nhĩ Kỳ. Dân số thời điểm năm 2010 là 31 người.